# Akari Hibino
Akari Hibino é uma seiyū, ou seja, trabalha na dublagem de animes.

## Papéis como dublador
- Hunter x Hunter (1999) - Feitan